# Libor Ambrozek
Libor Ambrozek (ur. 2 sierpnia 1966 w Hodonínie) – czeski polityk, działacz społeczny i samorządowiec, parlamentarzysta, w latach 2002–2006 minister transportu, od 2004 do 2006 również wicepremier, prezes Czeskiego Związku Ochrony Przyrody.

## Życiorys
W 1989 ukończył biologię na wydziale nauk przyrodniczych Uniwersytetu Karola w Pradze. Pracował w muzeum w Hodonínie i jako urzędnik administracji lokalnej. W 1990 zaangażował się w działalność polityczną w ramach chadeckiej partii KDU-ČSL, w latach 2003–2005 był wiceprzewodniczącym tego ugrupowania. W 1996 po raz pierwszy uzyskał mandat deputowanego do Izby Poselskiej. Z powodzeniem ubiegał się o reelekcję w wyborach w 1998, 2002 i 2006. W latach 2002–2010 był także radnym miejskim w Hodonínie. Od lipca 2002 do sierpnia 2006 sprawował urząd ministra środowiska w rządach Vladimíra Špidli, Stanislava Grossa i Jiříego Paroubka.
Od 2006 przewodniczący zarządu Czeskiego Związku Ochrony Przyrody. W kadencji 2008–2012 był radnym kraju południowomorawskiego.